# Berdine Castillo
Pour les articles homonymes, voir Castillo.
Castillo  Lillo est un nom espagnol. Le premier nom de famille, en général paternel, est Castillo ; le second, en général maternel, souvent omis, est Lillo.
Berdine Castillo Lillo (18 mars 2000), est une athlète chilienne, spécialiste du demi-fond. Elle est médaillée d'or aux championnats d'Amérique du Sud des moins de 23 ans en 2021. 
En 2009, elle la première haïtienne dont l'adoption au Chili est décrétée par la Cour Suprême.

## Biographie

### Jeunesse et études
Berdine Castillo Lillo est née le 18 mars 2000 à Port-au-Prince,. En 2005, l'officier de la Force aérienne Mario Castillo voyage en Haïti en tant que membre du premier contingent de la mission de paix, et fait la connaissance de Berdine Castillo qui vit alors dans un foyer. Il prend la décision de l'emmener au Chili.
À son arrivée dans le pays, elle habite d'abord avec sa famille à Iquique. Elle étudie au collège María Auxiliadora de Iquique. En 2014, la famille déménage à Santiago. Sa mère est Patricia Lillo et elle a deux sœurs adoptives, Macarena et Alejandra.
En 2009, elle la première haïtienne dont l'adoption au Chili est décrétée par la Cour Suprême.

### Carrière sportive
Elle commence l'athlétisme dans le nord du Chili, où elle participe à ses premières compétitions, et à partir de son arrivée à Santiago elle est entraînée par Mario Vásquez. En 2018, elle remporte les championnats nationaux sur le 800 m avec un temps de 2 min 20 s 14.
L'année suivante, elle est suppléante du relais 4 × 400 m chilien lors des Jeux panaméricains puis remporte l'argent avec le relais 4 × 400 m aux Jeux binationaux à Córdoba en Argentine.
En octobre 2021, elle décroche la médaille d'or aux championnats sud-américains des moins de 23 ans avec un temps de 2 min 5 s 98.